# José María Gironella
Pour les articles homonymes, voir Gironella (homonymie) et Pous.
Compléments
Académie royale européenne des docteurs
Josep Maria Gironella i Pous, né le 31 décembre 1917 à Darnius et mort le 3 janvier 2003 à Arenys de Mar, est un écrivain espagnol.

## Biographie
Né dans une famille modeste, José María Gironella étudie au séminaire de dix à douze ans. Il est encore enfant quand il commence à travailler comme apprenti dans une pharmacie, puis il exerce divers métiers : ouvrier dans une fabrique de boissons alcoolisées et employé de banque. Il se met ensuite au service de rentiers et de propriétaires terriens de la région. 
La lecture de l'Histoire du Christ de Giovanni Papini lui donne un vif intérêt pour la littérature, mais la guerre civile éclate et, dans un premier temps, il fuit en France. Il rentre en Espagne, à San Sebastián, où il se fait volontaire dans une compagnie de Requetés. Il pense alors à écrire un article sur les Requetés qui paraît dans l'hebdomadaire Domingo.
En 1946, il fait paraître un premier roman, Un hombre, qui obtient le prix Nadal. En 1953, c'est le prestigieux prix national de littérature narrative qui lui échoit pour Les cyprès croient en Dieu (Los cipreses creen en Dios).  En 1971, il remporte le prix Planeta pour Condamnés à vivre… (Condenados a vivir).

## Œuvre
- Ha llegado el invierno y tú no estás aquí (1946)
- Un hombre (1946) - Prix Nadal
- La marea (1948) Publié en français sous le titre La Marée, traduit par Francis de Miomandre, Paris, Éditions Flammarion, coll. « La Rose des vents », 1950, 236 p. (BNF 32170564)
- Los cipreses creen en Dios (1953) - Prix national de littérature narrative) Publié en français sous le titre Les cyprès croient en Dieu, en 2 vol., traduit par Armand de Gérard, Paris, Éditions Plon, coll. « Feux croisés : âmes et terres étrangères », 1954, vol. 1 , 371 p. (BNF 35583067) ; vol. 2, 534 p. (BNF 35583070)
- Los fantasmas de mi cerebro (1958) Publié en français sous le titre L'Assaut des ténèbres, traduit par Marie-Berthe Lacombe, Paris, Éditions Flammarion, 1960, 251 p. (BNF 33025918)
- Un millón de muertos (1961) Publié en français sous le titre Un million de morts, en 3 vol., traduit par Paul Werrie, vol. 1, Un million de morts, Genève, Éditions de Crémille, coll. « Les grands romans de guerre », 321 p. 1971 (BNF 35212901) ; vol. 2, Du 1er septembre 1936 au 31 mars 1937, Genève, Éditions de Crémille, coll. « Les grands romans de guerre », 1972, 311 p. (BNF 35212902) ; vol. 3, Du 31 mars 1937 au 25 décembre 1937, Genève, Éditions de Crémille, coll. « Les grands romans de guerre », 1972, 321 p. (BNF 35212903)
- Mujer, levántate y anda (1962) Publié en français sous le titre Femme, lève-toi et va, traduit par Paul Werrie, Paris, Éditions Plon, 1964, 161 p. (BNF 33025927)
- Personas, ideas, mares (1963)
- El Japón y su duende (1964) Publié en français sous le titre Le Japon et son secret, traduit par Paul Werrie, Paris, Éditions Plon, 1966, 319 p. (BNF 33025925)
- Todos somos fugitivos (1965)
- China, lágrima innumerable (1965)
- Ha estallado la paz (1966) Publié en français sous le titre Quand éclata la paix, en 2 vol., traduit par Paul Werrie : vol. 1, Les morts vont vite, Paris, Éditions Plon, 1968, 539 p. (BNF 33025922) ; vol. 2, La Grande Déception, Paris, Éditions Plon, 1969, 413 p. (BNF 33025923)
- Gritos del mar (1967)
- En Asia se muere bajo las estrellas (1968)
- 100 españoles y Dios (1969)
- Gritos de la tierra (1970)
- Condenados a vivir (1971) - Prix Planeta Publié en français sous le titre Condamnés à vivre…, en 2 vol., traduit par Paul Werrie : vol. 1, Quand l’Espagne reprend son souffle, Paris, Éditions Plon, 385 p. 1973, (BNF 35112140) ; vol. 2, Routes incertaines, Paris, Éditions Plon, 1974, 414 p. (BNF 35121820)
- El Mediterráneo es un hombre disfrazado de mar (1974)
- El escándalo de Tierra Santa (1978)
- Carta a mi padre muerto (1978)
- 100 españoles y Franco (1979)
- Mundo tierno, mundo cruel (1981)
- El escándalo del Islam (1982)
- Cita en el cementerio (1983)
- Los hombres lloran solos (1986)
- La duda inquietante (1988) - Prix Ateneo de Sevilla (es)
- Jerusalén de los evangelios (1989)
- A la sombra de Chopin (1990)
- Yo, Mahoma (1992)
- Carta a mi madre muerta (1992)
- Nuevos 100 españoles y Dios (1994)
- El corazón alberga muchas sombras (1995)
- Se hace camino al andar (1997)
- Las pequeñas cosas de Dios (1999)
- El apocalipsis (2001)
- Por amor a la verdad (2003)

### Étude
- Pedro Fernandez-Blanco, José Maria Gironella, romancier témoin de son époque, Lille, France, Éditions ANRT, 1986 (BNF 37594738)